# Rheotanytarsus photophilus
Rheotanytarsus photophilus är en tvåvingeart som först beskrevs av Maurice Emile Marie Goetghebuer 1921.  Rheotanytarsus photophilus ingår i släktet Rheotanytarsus och familjen fjädermyggor. Arten är reproducerande i Sverige. Inga underarter finns listade i Catalogue of Life.